# Fadd
Fadd è un comune dell'Ungheria centro-meridionale di 4 501 abitanti (dati 2008). È situato nella contea di Tolna.